# 最終幻想 節奏劇場
《最终幻想 節奏劇場》是Square Enix於2012年2月16日推出的《最終幻想》系列作品之一，屬衍生遊戲作品。是系列中第一個音樂遊戲，於2012年12月13日登錄iOS平台（配合時下流行的觸控原理）。其名稱是「theater」和「rhythm」合成的造詞。

## 概要
為最终幻想系列25周年紀念作品，最初於任天堂3DS上推出。遊戲類型為節奏動作遊戲，收錄了歷代系列遊戲作品的BGM曲目，共收錄了70曲以上，每作品因容量問題等每些樂曲可由1曲150圓（日幣）下載追加，2～3週期間會追加4曲下載項目（Nintendo Network負責軟件）。

## 遊戲內容
遊戲模式為從《I》到《XIII》各選3首樂曲進行連續的「系列模式」。玩家可以自由配置要播放的系列音樂的「挑戰模式」，和隨機生成的樂曲構成、音樂、難易度的「闇之樂譜」（要玩「卡歐斯神殿模式」）。
比賽節奏戰鬥、場地、事件和操作方法會依各節奏階段而不同。難易度有「基本的譜面」「熟練的譜面」「究極的譜面」3種類。
如使用物品和學習能力是照RPG原作原理，有利的要素會使遊戲更容易進行。

### 音樂階級
DMS（デモミュージックステージ）
系列模式的開始與結束曲演奏的階級。曲收集的水晶以中心為「♪」標記。本輪所獲得分數都加到「リズポ」結算。「跳轉」可透過觸摸方式使用。
EMS（イベントミュージックステージ）
FF系列的事件場景舞台。其繼續進行線可以觸碰上配置。終盤時會表現出升級成功提示。
FMS（フィールドミュージックステージ）
場地的移動舞台與動機。
BMS（バトルミュージックステージ）
與怪物戰鬥的舞台與動機。

### 音樂遊戲
系列模式

挑戰模式

卡歐斯神殿

## 登場人物
本作收錄前作紀念作品《最終幻想 紛爭》人物及各代知名人物。

### 主要人物
光之戰士（Warrior of Light）
來自《最終幻想I》。
弗利歐尼爾（Firion）
來自《最終幻想II》。
洋蔥劍士（Onion Knight）
來自《最終幻想III》。
賽希爾（Cecil）
來自《最終幻想IV》。
巴茲（Butz）
來自《最終幻想V》。
蒂娜（Terra）
來自《最終幻想VI》。
克勞德（Cloud）
來自《最終幻想VII》。
史克爾（Squall）
來自《最終幻想VIII》。
吉坦（Zidane）
來自《最終幻想IX》。
提達（Tidus）
來自《最終幻想X》。
夏托托（Shantotto）
來自《最終幻想XI》。
梵（Vaan）
來自《最終幻想XII》。
雷光（Lightning）
來自《最終幻想XIII》。

### 次要人物
塞拉公主（Sara）
來自《最終幻想I》。
敏武（Minh）
來自《最終幻想II》。
席德（Cid）
來自《最終幻想III》。
莉迪亞（Rydia）
來自《最終幻想IV》。
凱因（Cain）
來自《最終幻想IV》。
法利斯（Faris）
來自《最終幻想V》。
羅克（Lock）
來自《最終幻想VI》。
艾莉絲（Aerith）
來自《最終幻想VII》。
賽菲羅斯（Sephiroth）
來自《最終幻想VII》。
席法爾（Seifer）
來自《最終幻想VIII》。
比比（Vivi）
來自《最終幻想IX》。
優娜（Yuna）
來自《最終幻想X》。
普莉修（Prishe）
來自《最終幻想XI》。
雅雪（Ashelia）
來自《最終幻想XII》。
冰雪（Snow）
來自《最終幻想XIII》。
柯絲摩思（Cosmos）
來自《最終幻想：紛爭》。

## 收錄曲
以下為任天堂3DS版內容，扣除額外曲目。
I
- 戦闘シーン（BMS）
- メインテーマ（FMS）
- オープニングテーマ（EMS）

II
- 戦闘シーン2（BMS）
- メインテーマ（FMS）
- 反乱軍のテーマ（EMS）

III
- バトル2（BMS）
- 悠久の風（FMS）
- 水の巫女エリア（EMS）

IV
- ゴルベーザ四天王とのバトル（BMS）
- ファイナルファンタジーIV メインテーマ（FMS）
- 愛のテーマ（EMS）

V
- ビッグブリッヂの死闘（BMS）
- 4つの心（FMS）
- はるかなる故郷（EMS）

VI
- 決戦（BMS）
- ティナのテーマ（FMS）
- セリスのテーマ（EMS）

VII
- 片翼の天使（BMS）
- F.F.VIIメインテーマ（FMS）
- エアリスのテーマ（EMS）

VIII
- The Man with the Machine Gun（BMS）
- Blue Fields（FMS）
- waltz for the Moon（EMS）

IX
- バトル1（BMS）
- あの丘を越えて（FMS）
- その扉の向こうに（EMS）

X
- シーモアバトル（BMS）
- ミヘン街道（FMS）
- 素敵だね（EMS）

XI
- Awakening（BMS）
- Ronfaure（FMS）
- "FFXI Opening Theme"（EMS）

XII
- 剣の一閃（BMS）
- ギーザ草原（FMS）
- 帝国のテーマ（EMS）

XIII
- ブレイズエッジ（BMS）
- サンレス水郷（FMS）
- 運命への反逆（EMS）

安可曲
挑戰模式達到一定水平就會開放。
- 仲間を求めて（FMS）FFVIより
- 妖星乱舞（BMS）FFVIより
- 闘う者達（BMS）FFVIIより
- 閃光（BMS）FFXIIIより

卡歐斯神殿
闇之樂譜隨機紀錄。
- グルグ火山（FMS）FFIより
- 巨人のダンジョン（FMS）FFIVより
- マンボdeチョコボ（FMS）FFVより
- 最期の日（FMS）FFVIIより
- バトル1（BMS）FFIVより
- 死闘（BMS）FFVIより
- J-E-N-O-V-A（BMS）FFVIIより
- 守るべきもの（BMS）FFIXより

## 其他瑣事
FFIII的EMS影片中，主人公的名字是採用任天堂DS的名字（新設置）。

## 续作
2013年9月，有消息称发现史克威尔艾尼克斯在北美注册了（最終幻想 節奏劇場：谢幕）这一商标，之后在任天堂10月1日举行的任天堂直面会上，宣布《最终幻想：节奏剧场 谢幕》将于2014年春季在日本地区发售。在《谢幕》中，除了有经典的《最终幻想》系列的音乐作为追加下载内容，和最终幻想有千丝万缕联系的《勇气默示录》中的游戏音乐也将作为追加下载内容提供玩家下载游玩。
2014年12月10日，史克威尔艾尼克斯宣布将根据旗下日本国民级RPG系列《勇者斗恶龙》系列的音乐，制作《节奏剧场》的新作：《节奏剧场 勇者斗恶龙》游戏将于2015年3月26日在日本地区发售。

## 外部連結
- THEATRHYTHM FINAL FANTASY （页面存档备份，存于）（3DS）
- シアトリズム ファイナルファンタジー （页面存档备份，存于）（iOS）
- 『THEATRHYTHM FINAL FANTASY』 - 社長が訊く ニンテンドー3DS ソフトメーカークリエイター篇 （页面存档备份，存于）